# Klarenthal
Klarenthal is een stadsdeel van Wiesbaden. Het ligt in het westen van de stad. Met ongeveer 10.000 inwoners is Klarenthal een van de middelgrote stadsdelen van Wiesbaden. In het stadsdeel bevindt zich de Fasanerie Wiesbaden, de dierentuin van Wiesbaden.
Nordenstadt is een voormalige gemeente die in september 1964 deel werd van Wiesbaden.
|  |